# Salesforce Tower
Salesforce Tower, wcześniej znany jako Transbay Tower – 61-piętrowy wieżowiec w San Francisco w Stanach Zjednoczonych, zaprojektowany przez Césara Pelli. Jego budowa rozpoczęła się w 2013 roku i zakończyła w 2018, równocześnie stając się najwyższym budynkiem w San Francisco i drugim najwyższym budynkiem na Zachodnim Wybrzeżu od tego czasu. Głównym najemcą budynku jest przedsiębiorstwo Salesforce, świadczące usługi z zakresu przetwarzania w chmurze.
Szczyt budowli ma kształt obelisku, a wzdłuż jego ścian biegnie siatka metalowych żeber.